# Parathectis
Parathectis é um gênero de traça pertencente à família Agonoxenidae.